# Покша (приток Стрельны)
Покша — река в России, протекает в Вологодской области, в Великоустюгском районе. Устье реки находится в 47 км по левому берегу реки Стрельна. Длина реки составляет 19 км. В 7 км от устья по правому берегу впадает река Утваж.
Исток реки находится возле Покшинского болота рядом с нежилой деревней Москвин Починок в 20 км к юго-востоку от посёлка Полдарса (центра Опокского сельского поселения). Течёт по ненаселённому лесу на восток, затем на северо-восток. Русло — извилистое. Притоки — ручьи Павловский Лог, Лаповка (правые), Жаровиха (левый). Крупнейший приток — река Утваж (правый). Населённых пунктов на берегах нет.

## Данные водного реестра
По данным государственного водного реестра России относится к Двинско-Печорскому бассейновому округу, водохозяйственный участок реки — Северная Двина от начала реки до впадения реки Вычегда, без рек Юг и Сухона (от истока до Кубенского гидроузла), речной подбассейн реки — Сухона. Речной бассейн реки — Северная Двина.
По данным геоинформационной системы водохозяйственного районирования территории РФ, подготовленной Федеральным агентством водных ресурсов:
- Код водного объекта в государственном водном реестре — 03020100312103000009593
- Код по гидрологической изученности (ГИ) — 103000959
- Код бассейна — 03.02.01.003
- Номер тома по ГИ — 03
- Выпуск по ГИ — 0